# Dominik Bartels
Dominik Bartels (* 28. Dezember 1973 in Wolgast) ist ein deutscher Slam-Poet, Autor und Verleger.

## Leben
Dominik Bartels wuchs nach eigenen Angaben in Wolgast sowie im thüringischen Bad Langensalza auf, bevor seine Familie 1990 nach Helmstedt übersiedelte. Mit 17 Jahren verließ er sein Elternhaus und wanderte für kurze Zeit nach Derry, Nordirland aus. Im Anschluss absolvierte er ein Studium an der Fachhochschule in Braunschweig.
Dominik Bartels qualifizierte sich 2009, 2010, 2011, 2013, 2014 und 2017 für die deutschsprachigen Meisterschaften im Poetry Slam.
Im Jahr 2006 veröffentlichte er seinen ersten Roman Black Taxi im Selbstverlag, der vom Leben eines deutschen Studenten zwischen Loyalisten und Nationalisten im umkämpften Belfast der 1990er Jahre handelt. 2006 gründete er den Blaulicht Verlag in Helmstedt. Dieser veröffentlicht hauptsächlich Werke bekannter Poetry Slammer sowie Biografien (u. a. des deutschen Skateboard-Profis Willow).
Seit 2010 veranstaltet er Poetry Slams und Kleinkunst- und Literaturveranstaltungen in Braunschweig, Helmstedt, Wolfsburg, Gifhorn und auf seiner Heimatinsel Usedom.
2016 trat er bei der Spendengala Hand in Hand für Norddeutschland im NDR-Fernsehen auf.
Seit 2020 veröffentlicht Bartels den wöchentlich erscheinenden Podcast Hüftgold mit Sebastian Hahn.

## Programme
- Kinderfreibetrug (mit Jörg Schwedler)[16]
- Die Ultimative Ossilesung (mit Jörg Schwedler und Andre Bohnwagner)[17]
- Die Ultimative Ossilesung (mit Jörg Schwedler)[18]
- Destinys Boys (mit Sebastian Hahn und Gerrit Wilanek)[19]
- Hüftgold LIVE (mit Sebastian Hahn)[20]

## Auszeichnungen
- 2011: Gewinner Web-Slam ARTE[21]
- 2013: Vize Südtirolmeister im Poetry Slam in Bozen[22]
- 2020: Lachende Träne Brandenburg (für die Ultimative Ossilesung mit Jörg Schwedler)[23]

## Veröffentlichungen (Auswahl)
- Black Taxi. Roman. 2006, Books on Demand (Selbstverlag), ISBN 3-8334-4473-8.
- Ihr müsst die Worte nicht verstehen, sondern fühlen! 2007, Books on Demand (Selbstverlag), ISBN 978-3-8334-9722-3.
- Am Ende wird es immer hart. 2008, Books on Demand (Selbstverlag), ISBN 978-3-8370-1987-2.
- Bruderkuss. Roman. 2009, Blaulicht, Helmstedt ISBN 978-3-941552-00-5.
- mit Axel Klingenberg, Andreas Reiffer (Hrsg.): Punchliner Nr. 7. Reiffer, 2010, ISBN 978-3-934896-07-9.
- Der Worte nicht genug. Hörbuch. 2010, ISBN 978-3-941552-05-0.
- Etwas ist faul im Staate. Blaulicht, Helmstedt 2011, ISBN 978-3-941552-11-1.
- Black Taxi. Roman. 2., überarbeitete Auflage. Blaulicht, Helmstedt 2011, ISBN 978-3-941552-07-4.
- Mein Vater, Christiano Ronaldo und die Anbauwand. In: Frank Willmann (Hrsg.): Zonenfussball. Neues Leben, Berlin 2011, ISBN 978-3-355-01792-3, S. 129–133.
- Buch oder Bier. Blaulicht, Helmstedt 2012, ISBN 978-3-941552-16-6.
- So manchem Anfang wohnt ein Irrtum inne. In: Nehmt ihr am Wochenende die Kinder. Eulenspiegel, Berlin 2012, ISBN 978-3-359-02342-5, S. 42–58.
- Blättersammlung. (Kurzgeschichten) 2014, ISBN 978-3-941552-29-6.
- Süßkirschenohrringe. In: Lars Ruppel (Hrsg.): Geblitzdingst. SATYR, Berlin 2016, ISBN 978-3-944035-75-8, S. 68–71.
- Vorwärts immer, Rückwärts nimmer. Blaulicht, Helmstedt 2016, ISBN 978-3-941552-40-1.
- JWD – Best of Poetry Slam Niedersachsen. Blaulicht, Helmstedt 2019, ISBN 978-3-941552-45-6.
- mit Jörg Schwedler (Hrsg.): Vorwärts immer, Rückwärts nimmer! Rote Version. Blaulicht, Helmstedt 2020, ISBN 978-3-941552-50-0.
- mit Sebastian Hahn (Hrsg.): Ich will ne Schlange! – Best of Jugendsünden. Blaulicht, Helmstedt 2020, ISBN 978-3-941552-51-7.
- mit Sebastian Hahn (Hrsg.): Sag nichts Mama! – Best of Jugendsünden 2. Blaulicht, Helmstedt 2021, ISBN 978-3-941552-54-8.
- mit Sebastian Hahn (Hrsg.): Bis einer heult! – Best of Jugendsünden 3. Blaulicht, Helmstedt 2022, ISBN 978-3-941552-57-9.
- mit Sebastian Hahn (Hrsg.): 101 Gründe nicht zu daten – Best of Horrordates. Blaulicht, Helmstedt 2024, ISBN 978-3-941552-78-4.